# Sauvagesia rubiginosa
Sauvagesia rubiginosa är en tvåhjärtbladig växtart som beskrevs av A. St.-hil.. Sauvagesia rubiginosa ingår i släktet Sauvagesia och familjen Ochnaceae. Inga underarter finns listade i Catalogue of Life.